# اچ‌دی ۱۰۴۰۶۷
اچ‌دی ۱۰۴۰۶۷ یک ستاره است که در صورت فلکی کلاغ قرار دارد.